# حضور (فلم)
حضور (بالإنجليزية: Showing Up) هو فيلم أمريكي قادم من إخراج كيلي ريتشارد وبطولة ميشيل ويليامز، هونغ تشاو، جود هيرش، ماريان بلنكيت وجون ماغارو.

## روابط خارجية
حضور على موقع IMDb (الإنجليزية)
- حضور على موقع ميتاكريتيك (الإنجليزية)
- حضور على موقع روتن توميتوز (الإنجليزية)
- حضور على موقع ألو سيني (الفرنسية)
- حضور على موقع أول موفي (الإنجليزية)
- حضور على موقع قاعدة بيانات الفيلم (الإنجليزية)
- حضور على موقع ليتربوكسد (الإنجليزية)
- حضور على موقع كينوبويسك (الروسية)